# アウルス・センプロニウス・アトラティヌス
アウルス・センプロニウス・アトラティヌス（ラテン語: Aulus Sempronius Atratinus、生没年不詳）はパトリキ（貴族）出身の共和政ローマ初期の政治家・軍人。紀元前497年と紀元前491年に執政官（コンスル）を務めた。

## 経歴

### 出自
後にはプレブス（平民）系のセンプロニウス氏族も活躍するが、アトラティヌスはパトリキ系であり、また氏族最初の執政官であった。ティトゥス・リウィウスは、彼の名前をコグノーメン（第三名、家族名）無しでアウルス・センプロニウスとしているが、ハリカルナッソスのディオニュシオスはアウルス・センプロニウス・アトラティヌスと帰している。

### コンスルシップ
紀元前497年、紀元前491年ともに、同僚執政官はマルクス・ミヌキウス・アウグリヌスであった。紀元前497年には両執政官ともフォルム・ロマヌムのサートゥルヌス神殿の建設（前年にティトゥス・ラルキウス・フラウスが建設開始）に集中した。リウィウスはこの年、神殿の奉献がなされサートゥルナーリア祭が定められたとしている。
二度目の執政官となった紀元前491年、前年に発生した飢餓のために、かなりの量の穀物をシケリアから輸入したが、この穀物の市民への分配が問題となった。この頃パトリキとプレブスの反目があり、紀元前494年には護民官が設立されて両者の再融合が図られていた。リウィウスは、飢餓はその時に行われたプレブスのローマ退去の影響としている。元老院は、市民にも平等に穀物を分配しようとしたが、将軍ガイウス・マルキウス・コリオラヌス（en）がこれに反対、結局ローマから追放されるという事件が起こっている（数年後、コリオラヌスは復讐のためにローマに侵攻する）。

### その他のキャリア
ディオニュシオスは、レギッルス湖畔の戦い（紀元前496年頃）のときにアトラティヌスはローマの守備 (プラエフェクトゥス・ウルビ) を命じられたとしている。ディオニュシオスはまた、アトラティヌスが紀元前487年のヘルニキ族とウォルスキ族との戦いで、手薄になったローマを退役した元兵士たちを率いて守る役割を果たしたとしている。
また、紀元前482年には執政官の選出でパトリキとプレブスが揉め、暴動寸前となっていたため、その解決のためにインテルレクス（5日間限定の最高責任者）が立てられる事となったが、その一人目としてアトラティヌスが元老院に選ばれたとする。彼は任期の間騒乱を起こさせる事なく統治した後、後任にスプリウス・ラルキウス・ルフスを指名し、ルフスがケントゥリア民会を招集して投票を行ったという

## 参考資料
1. ↑  リウィウス『ローマ建国史』、II.21.
2. ↑  リウィウス『ローマ建国史』、II.34
3. ↑  ディオニュシオス『ローマ古代誌』、vi.2
4. ↑  ディオニュシオス『ローマ古代誌』、viii.64
5. ↑  ディオニュシオス『ローマ古代誌』、viii.90